# Уїже
Уїже (порт. Uíge) — провінція в Анголі. Адміністративний центр — місто Уїже.

## Історія
У середні віки провінція Уїже була серцем королівства Конго.
У роки громадянської війни в Анголі провінція Уїже була опорною базою антиурядового угруповання ФНЛА, у зв'язку з чим сильно постраждала від військових дій.
Починаючи з жовтня 2004 року і до 2005-го, провінція Уїже була центром епідемії хвороби, яку спричинює вірус Марбург, вірусної інфекції, яку зумовлює збудник, близький до вірусу Ебола, що породжує гарячку Ебола. Всього було зафіксовано 374 випадки гарячки Марбург з 88%-ю летальністю. За даними ООН це була на той момент найстрашніша епідемія геморагічної гарячки у світі, яку нині перевершила епідемія гарячки Ебола 2014 року у Західній Африці. Тим не менше, згадана епідемія гарячки Марбург залишається на сьогодні найтяжчою епідемією у світі саме цієї гарячки.

## Адміністративний поділ
В адміністративному плані провінція розділена на 16 муніципалітетів:
- Уїже
- Амбуйла
- Сонго
- Бембе
- Негаге
- Бунго
- Макела де Зомбо
- Дамба
- Кангола
- Санза Помбо
- Куйтех
- Кімбеле
- Мілунга
- Пурі
- Мукаба
- Буенгаз

## Географія
Провінція Уіже знаходиться на крайній півночі Анголи, за 200 кілометрів на північний схід від Луанди. На захід від неї знаходиться провінція Заїре, на південь — провінції Бенго, Північна Кванза і Маланже. На півночі й сході Уїже проходить державний кордон між Анголою і Демократичною Республікою Конго. Площа провінції становить 58 698 км². Більшу частину території Уїже вкривають савани, на сході провінції — тропічні ліси. Найбільша річка — Кванго.

## Водні ресурси
Провінцією протікає багато річок. Популярною природною пам'яткою є річка Куїло і водоспади Санзо Мбомбо. Лагуна Лузамба і Мувойо та лагуна Сакапате добре підходять для плавання і купання. Іншими важливими річками в провінції є Заді, Лукала, Данге і Лувулу. Цими річками можуть курсувати тільки маленькі човни.

## Населення
Чисельність населення становить 1 288 000 осіб (2005 рік).

## Економіка
Головною галуззю виробництва є традиційне сільське господарство. Тут вирощують каву, арахіс, бавовну, маніок, зернові та бобові культури, деревину. Вирощування та виробництво кави сприяло значною мірою економіці області й Анголи в колоніальні часи. Виробництво кави (у провінціях Уїже, Луанді, Північній Кванзі та Південній Кванзі) було започатковане португальцями в 1830-х роках і кава незабаром стала товарною культурою; популярною була кава Робуста. Ангола була навіть одним із найбільших виробників кави в Африці у 1970-х роках. Однак, громадянська війна за незалежність від португальського панування спустошила кавові плантації і багато агрономів емігрували до Бразилії, а плантації стали дикими чагарниками. Тим не менш, відновлення плантацій почалося з 2000 року, але інвестиції, необхідні для заміни 40-річних непродуктивних рослин оцінюються у 230 млн дол. США. З відкриттям нових доріг промислова діяльність в краї починає формуватися. Важливі мінеральні ресурси, які допомагають економіці, включають родовища міді, срібла і кобальту. В провінції також зустрічаються алмази в алювіальних відкладеннях.

## Транспорт
Через провінцію проходить стратегічно важлива траса Луанда — Кіншаса. У провінції є два аеропорти: аеропорт Уїже і аеропорт Негаже.